# Lüntzel
Lüntzel ist der Name einer Hildesheimer Patrizierfamilie, die das Lüntzelhaus am Marktplatz bewohnte.
Ursprünglich stammt das Geschlecht der Lüntzel aus Quedlinburg und verbreitete sich von dort aus nach Hildesheim, Hannover, Hamburg, Wiesbaden und Nordamerika. In Deutschland gibt es heute allerdings nur etwa zehn Personen mit dem Namen Lüntzel, die alle auf einen Stamm zurückzuführen sind.
Der Familie entstammten unter anderem:
- Johann Gottfried Lüntzel (1717–1783), Kaufmann und Senator der Altstadt Hildesheim
- Christoph Friedrich Lüntzel (1749–1826), zwischen 1790 und 1802 mehrfach Bürgermeister der Altstadt Hildesheim und Mitglied der hannoverschen Stände-Versammlung
- Wilhelm Lüntzel (1751–1815), Hildesheimer Jurist und Kunstsammler
- Johann Georg Lüntzel (1763–1838), Kaufmann und Rittergutsbesitzer der Güter Nienrode und Bavenstedt
- Carl Christoph Lüntzel (1779–1854), zweiter Bürgermeister von ganz Hildesheim
- Charlotte Wilhelmine Lüntzel (1786–1843), Mutter des Hermann Roemer, Stifter und Namensträger des Roemer- und Pelizaeus-Museums in Hildesheim
- Hermann Adolf Lüntzel (1799–1850), Justizrat und Regionalhistoriker, Mitglied der Frankfurter Nationalversammlung
- Theodor Lüntzel (1802–1878), Rittergutsbesitzer
- Alfred Lüntzel (1833–1910), Rechtsanwalt am Reichsgericht

1888 wurde die Lüntzelstraße nach der Familie benannt. Sowohl das Gut Nienrode als auch Bavenstedt befinden sich noch heute im Besitz der Familie Lüntzel:
- Nienroder Gutsbesitzer: Robert-Alexander Lüntzel
- Bavenstedter Rittergutsbesitzer: Ernst Lüntzel